# 臺灣 (捷克島嶼)
臺灣為捷克伏尔塔瓦河利普諾水壩上最大的島嶼，坐落於上普拉納東南方約3公里處，最高海拔達737公尺，全境主要以松屬與桦木属等温带阔叶混交林所覆蓋。該島以雁形目與稀有水生動物為保護對象，由於屬自然保护区，因此不開放登島參觀。

## 名稱
根據一方說法，該島嶼是以一名在島上釣魚的漁民而命名，乃因他斜揚的眼角而被戲稱為中國人，因此人們開始以臺灣島來稱呼該島嶼。
而另種說法為，當製圖師計畫將興建利普諾水壩時，無意中發現圖上的無名島嶼外型酷似臺灣島，故而得名。